# Mairie de Lyon
La mairie de Lyon est l'administration municipale de la ville de Lyon dans le Rhône. Elle siège à l'hôtel de ville de Lyon.

## Organisation et fonctionnement

### Mairie centrale de Lyon

#### Maires de Lyon
Le maire est le représentant de l'État et le responsable de l'administration municipale. Le maire et le conseil municipal sont élus au suffrage universel direct pour six ans. Le conseil municipal de Lyon se compose de 73 membres issus des 9 arrondissements que compte la ville et se réunit 10 fois par an. 

##### Liste des maires de Lyon
| Période       | Période       | Identité           | Étiquette     | Étiquette     |
| Maire de Lyon | Maire de Lyon | Maire de Lyon      | Maire de Lyon | Maire de Lyon |
| ------------- | ------------- | ------------------ | ------------- | ------------- |
| 1944          | 1945          | Justin Godart      |               | PR            |
| 1945          | 1957          | Édouard Herriot    |               | PR            |
| 1957          | 1976          | Louis Pradel       |               | DVD           |
| 1976          | 1989          | Francisque Collomb |               | DVD puis UDF  |
| 1989          | 1995          | Michel Noir        |               | RPR           |
| 1995          | 2001          | Raymond Barre      |               | UDF           |
| 2001          | 2017          | Gérard Collomb     |               | PS            |
| 2017          | 2018          | Georges Képénékian |               | LREM          |
| 2018          | 2020          | Gérard Collomb     |               | LREM          |
| 2020          | En cours      | Grégory Doucet     |               | EÉLV          |

#### Assemblée municipale
| Maire de Lyon                                    |       |       |      |                                             |                            |
| Grégory Doucet (EÉLV)                            |       |       |      |                                             |                            |
| Parti                                            | Sigle | Sigle | Élus | Groupe                                      | Président                  |
| Majorité (51 sièges)                             |       |       |      |                                             |                            |
| Europe Écologie Les Verts                        |       | EÉLV  | 35   | Les Écologistes                             | Patrick Odiard (EÉLV)      |
| Divers écologistes                               |       | ECO   | 6    | Les Écologistes                             | Patrick Odiard (EÉLV)      |
| Génération.s                                     |       | G·s   | 1    | Les Écologistes                             | Patrick Odiard (EÉLV)      |
| Groupe de réflexion et d'actions métropolitaines |       | GRAM  | 2    | Lyon en commun                              | Alexandre Chevalier (GRAM) |
| La France insoumise                              |       | LFI   | 2    | Lyon en commun                              | Alexandre Chevalier (GRAM) |
| Gauche républicaine et socialiste                |       | GRS   | 1    | Lyon en commun                              | Alexandre Chevalier (GRAM) |
| Divers gauche                                    |       | DVG   | 1    | Lyon en commun                              | Alexandre Chevalier (GRAM) |
| Parti socialiste                                 |       | PS    | 4    | Socialiste, la gauche sociale et écologique | Sandrine Runel (PS)        |
| Opposition (22 sièges)                           |       |       |      |                                             |                            |
| Les Républicains                                 |       | LR    | 6    | Droite, Centre et Indépendants              | Étienne Blanc (LR)         |
| Les Centristes                                   |       | LC    | 2    | Droite, Centre et Indépendants              | Étienne Blanc (LR)         |
| Divers droite                                    |       | DVD   | 2    | Droite, Centre et Indépendants              | Étienne Blanc (LR)         |
| La République en marche                          |       | LREM  | 4    | Pour Lyon                                   | Yann Cucherat (LREM)       |
| Divers centre                                    |       | DVC   | 2    | Pour Lyon                                   | Yann Cucherat (LREM)       |
| Mouvement démocrate                              |       | MoDem | 1    | Pour Lyon                                   | Yann Cucherat (LREM)       |
| Union des démocrates et des écologistes          |       | UDE   | 1    | Pour Lyon                                   | Yann Cucherat (LREM)       |
| La République en marche                          |       | LREM  | 4    | Progressistes et républicains               | Georges Képénékian (LREM)  |

## Adjoints au maire

### Maires arrondissements
Depuis la Loi PLM de 1982, les neuf arrondissements qui divisent la ville de Lyon ont chacun un maire d'arrondissement en plus du maire de la commune de Lyon.
| Arrondissements | Arrondissements | Maire                     | Étiquette |
| --------------- | --------------- | ------------------------- | --------- |
|                 | Ier             | Yasmine Bouagga           | EÉLV      |
|                 | IIe             | Pierre Oliver             | LR        |
|                 | IIIe            | Véronique Duvois-Bertrand | EÉLV      |
|                 | IVe             | Rémi Zinck                | EÉLV      |
|                 | Ve              | Nadine Georgel            | EÉLV      |
|                 | VIe             | Pascal Blache             | DVD       |
|                 | VIIe            | Fanny Dubot               | EÉLV      |
|                 | VIIIe           | Olivier Berzane           | EÉLV      |
|                 | IXe             | Anne Braibant-Thoraval    | EÉLV      |

### S
1. ↑  Mairie de Lyon, « Les documents budgétaires », sur lyon.fr (consulté le 25 mars 2025).